# Rio Dudaş
O Rio Dudaş é um rio da Romênia, afluente do Danúbio, localizado no distrito de Mehedinţi.